# Ліда Бореллі

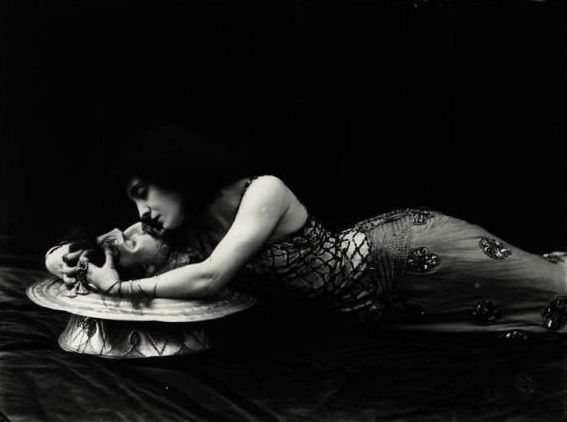
Ліда Бореллі у ролі Саломе

Ліда Бореллі (італ. Lyda Borelli; 22 березня 1884, Генуя — 2 червня 1959, Рим) — італійська акторка.

## Життєпис
Народилася в Генуї в сім'ї театрального актора Наполеоне Бореллі.
Акторську кар'єру почала в юності на театральних підмостках. У 1913 році відбувся її кінодебют у новому фільмі «Але моя любов не помре!», потім продовжувала активно зніматися наступні п'ять років. Серед її кіноробіт такі картини як «Оголена» (1914), «Квітка зла» (1915), «Нічний метелик» (1916), «Привид» (1917) і «Сатанинська рапсодія» (1917).
У 1918 році одружилася з венеціанським підприємцем Джорджіо Чіні, після чого завершила свою кар'єру. Від Чіні народила чотирьох дітей.
Ліда Бореллі померла в Римі в 1959 році у віці 75 років.

## Фільмографія
| Рік  |   | Українська назва        | Оригінальна назва       | Роль |
| ---- | - | ----------------------- | ----------------------- | ---- |
| 1913 | ф | Ma l'amor mio non muore | Ma l'amor mio non muore |      |
| 1914 | ф | The Naked Truth         | The Naked Truth         |      |
| 1915 | ф | Flower of Evil          | Flower of Evil          |      |
| 1915 | ф | The Wedding March       | The Wedding March       |      |
| 1916 | ф | La falena               | La falena               |      |
| 1916 | ф | Madame Guillotine       | Madame Guillotine       |      |
| 1917 | ф | The Thirteenth Man      | The Thirteenth Man      |      |
| 1917 | ф | Malombra                | Malombra                |      |
| 1917 | ф | Rapsodia satanica       | Rapsodia satanica       |      |
| 1953 | ф | La valigia dei sogni    | La valigia dei sogni    |      |